# Bathycuma granulatum
Bathycuma granulatum är en kräftdjursart som beskrevs av Gamo 1989. Bathycuma granulatum ingår i släktet Bathycuma och familjen Bodotriidae. Inga underarter finns listade i Catalogue of Life.